# (250) Bettina
(250) Bettina és un asteroide pertanyent al cinturó d'asteroides descobert el 3 de setembre de 1885 per Johann Palisa des de l'observatori de Viena, Àustria. Està nomenat així en honor de la baronessa austríaca Bettina von Rothschild.